# Токарев, Александр Лазаревич
Алекса́ндр Ла́заревич То́карев (1903—1973) — инженер-судостроитель, директор Севастопольского морского завода, Амурского судостроительного завода, судостроительного завода в Поти, Русско-Балтийского завода в Таллине.

## Биография
Токарев Александр Лазаревич родился в 1903 году в городе Николаеве Николаевской губернии.
В 1923 году окончил профессиональной технической школы и поступил в Николаевский кораблестроительный институт.
В 1927 году, после окончания института, работал на Николаевском заводе имени Андре Марти строителем, ответственным сдатчиком, начальником судомонтажного цеха.
В 1936 году назначен директором Севастопольского морского завода имя Серго Орджоникидзе, который строил тогда суда для Черноморского флота, рыболовные — для рыбаков Севера и быстроходные тральщики проекта 53 — для Военно-морского флота. А. Л. Токарев сумел организовать поточное строительство тральщиков, что позволило каждые две недели спускать по одному кораблю.
1 сентября 1937 года Токарев А. Л. был назначен директором завода № 199 (ныне «Амурский судостроительный завод»). Он заменил на этой должности репрессированного первого директора завода Жданова Ивана Михайловича. Под руководством Токарева продолжилось строительство завода, заводского жилого посёлка. Завод собирал из секций эскадренные миноносцы проекта 7, изготовленные на заводах города Николаева. Строил первые корабли, полностью изготовленные на заводе: два лидера эсминцев проекта 38 и крейсер «Калинин» проекта 26-бис.
В годы Великой Отечественной войны строительство кораблей было продолжено. Кроме того, производство завода было частично перестроено под изготовление фронтовых заказов: выпускал фугасные авиабомбы ФАБ-100 и ФАБ-250, а также 76 мм снаряды.
15 февраля 1944 года А. Л. Токарев был направлен директором судостроительного завода в Поти.
7 июля 1947 года он был назначен директором бывшего Русско-Балтийского завода в городе Таллин. Под его руководством завод строился и восстанавливался после войны.
В Эстонии Токарев А. Л. вёл активную общественную и партийную работу, был членом горкома и райкома КПСС, депутатом Таллиннского городского совета.
В 1951 году Токарев, в связи с заболеванием (инфарктом миокарда), получил инвалидность и был вынужден оставить работу на заводе.
В 1952 году был переведён в ЦКБ-37 заместителем главного конструктора проекта, а в дальнейшем в ЦКБ-15 (вместе с проектом).
Последние годы своей жизни проживал в Ленинграде. Умер Александр Лазаревич Токарев 26 июня 1973 года.

## Награды и почётные звания
- Орден Ленина
- Орден Трудового Красного Знамени
- Орден Отечественной войны 1 степени
- Медали.
- Почётный строитель города г. Комсомольска-на-Амуре